# El llibre de la selva (pel·lícula de 2016)
El llibre de la selva (títol original en anglès: The Jungle Book) és una pel·lícula d'aventures i fantasia del 2016 dirigida per Jon Favreau, escrita per Justin Marks i produïda per Walt Disney Pictures. Basada en la novel·la de Rudyard Kipling, es tracta d'una nova versió animada de la pel·lícula del 1967 amb el mateix nom.